# 14-й всероссийский чемпионат по тяжёлой атлетике
14-й всероссийский чемпионат по тяжёлой атлетике прошёл 21 — 26 марта 1910 года в Санкт-Петербурге в зале общества «Санитас». В соревнованиях приняли участие пять спортсменов, все они представляли Петербург. Атлеты соревновались без разделения на весовые категории. Участники выступали в трёх тяжелоатлетических дисциплинах (жим, рывок и толчок), каждое из которых выполнялось левой, правой и обоими руками. Победитель определялся по сумме поднятого веса. Результаты соревнований в отдельных упражнениях не сохранились.
- Лука Копьёв — 692,8 кг;
- Гуго Войк — 681,4 кг;
- Георгий Дёмин — 661,8 кг.